# Винклер, Карл Александрович
Карл Александрович Винклер (Карл Александр фон Винклер; нем. Karl Alexander von Winkler; 16 июля 1860 или 6 июля 1860, Ревель — 5 августа 1911 или 23 августа 1911, Дрезден) — русско-немецкий художник-пейзажист.

## Биография
Родился в 1860 году в Ревеле (ныне — Таллин) в дворянской (с 1838 года) семье врача Александра фон Винклера и его супруги Аннеты-Луизы, урождённой фон Кнюпфер, сестры архитектора Рудольфа фон Кнюпфера (1831—1900). Многие члены семьи фон Винклер были лютеранскими пасторами, и ту же карьеру избрал для себя брат художника, Адам-Рудольф (1855—1917).
В 1879 году окончил Домскую школу в Ревеле, после чего вплоть до 1884 года учился на историко-филологическом факультете Дерптского университета в одноимённом городе (ныне — Тарту) и параллельно брал уроки рисования у Рудольфа фон цур Мюлена (1845—1913).
В 1889 году Винклер решил посвятить себя живописи и отправился в путешествие по Европе. В этот период Винклер не только осматривал достопримечательности, но и изучал живопись в различных местах в Германии и во Франции.
Не позднее 1892 года вернулся в Россию и вновь поселился в Ревеле, откуда, однако, в 1905 году переехал в Дрезден, где провёл остаток своей жизни.
Работая на плэнере в Прибалтике и различных местах Европы, создал многочисленные пейзажи и городские виды, изображающие различные местности в Эстляндии, Германии, Италии, Норвегии и др. Предпочитал работать акварелью, значительно реже создавал картины маслом.
Скончался в 1911 году в Дрездене, откуда прах Винклера был перевезён на родину и захоронен в Ревеле. Большая коллекция пейзажей Винклера (в основном акварельных) хранится в коллекции Эстонского художественного музея.

## Галерея

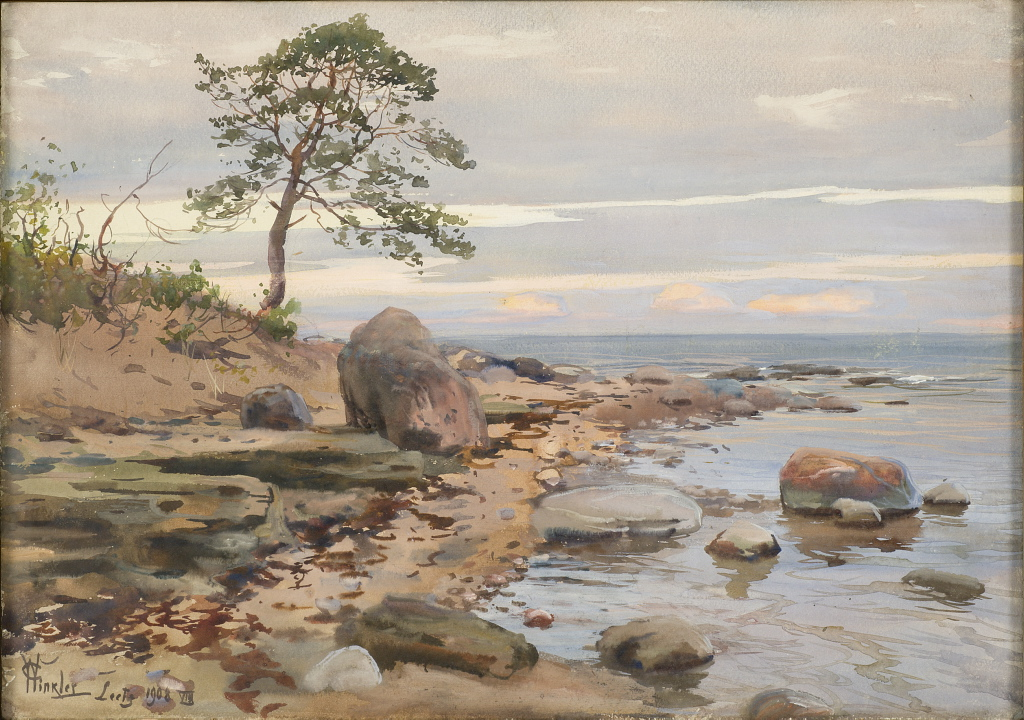
Берег
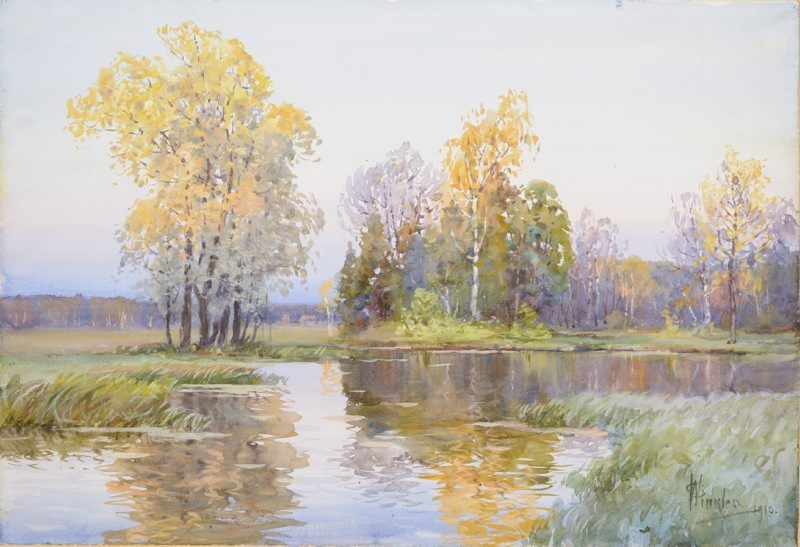
Осенний пейзаж
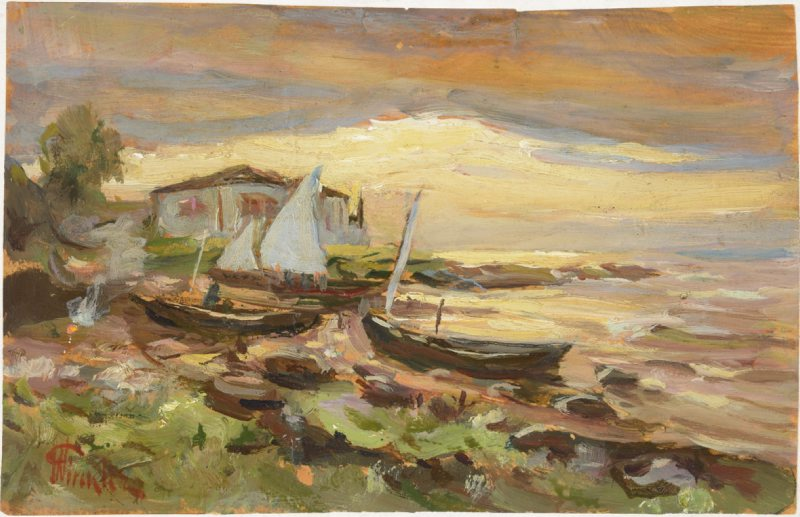
Рыбачьи лодки у берега
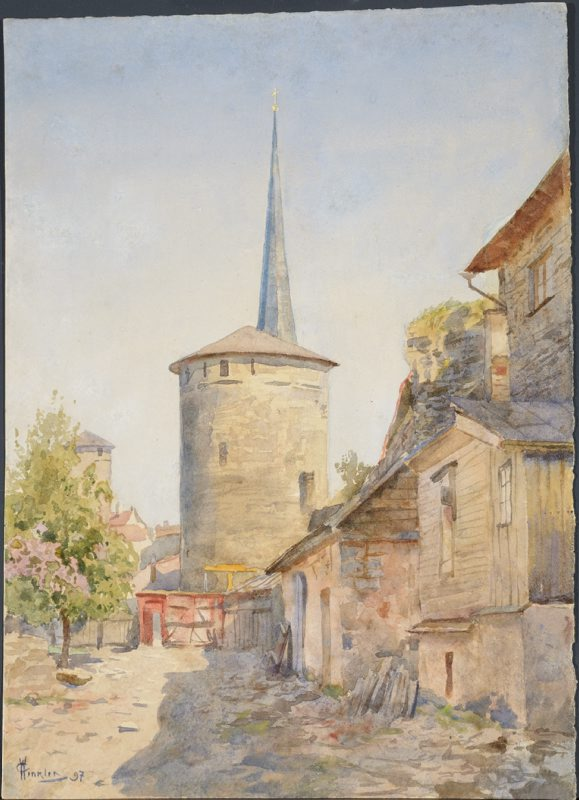
Таллинский мотив
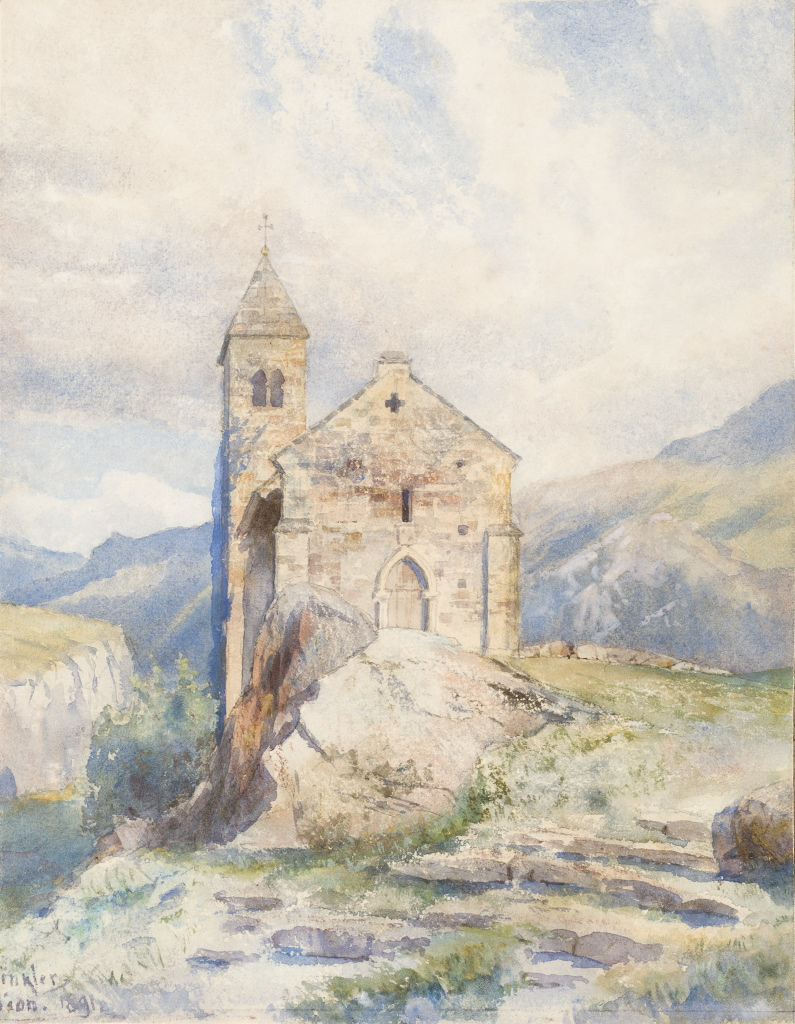
Капелла в горах
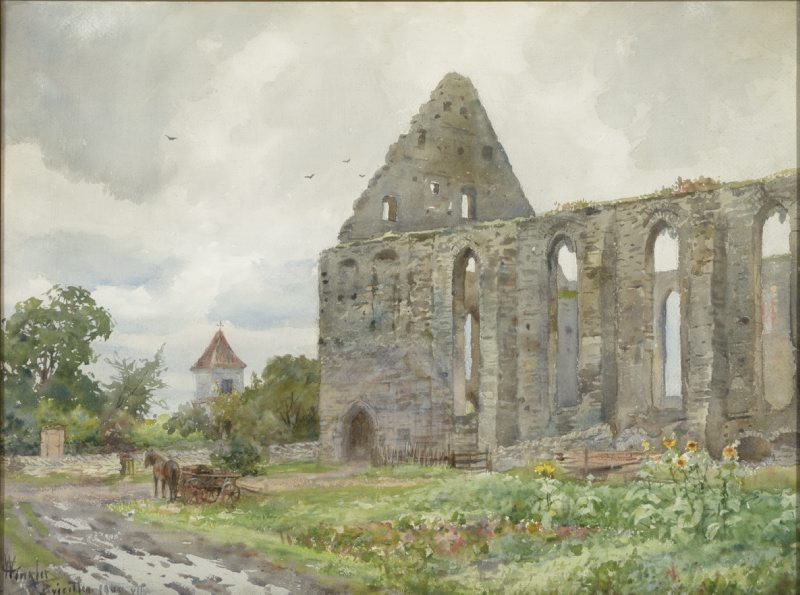
Монастырь Пирита
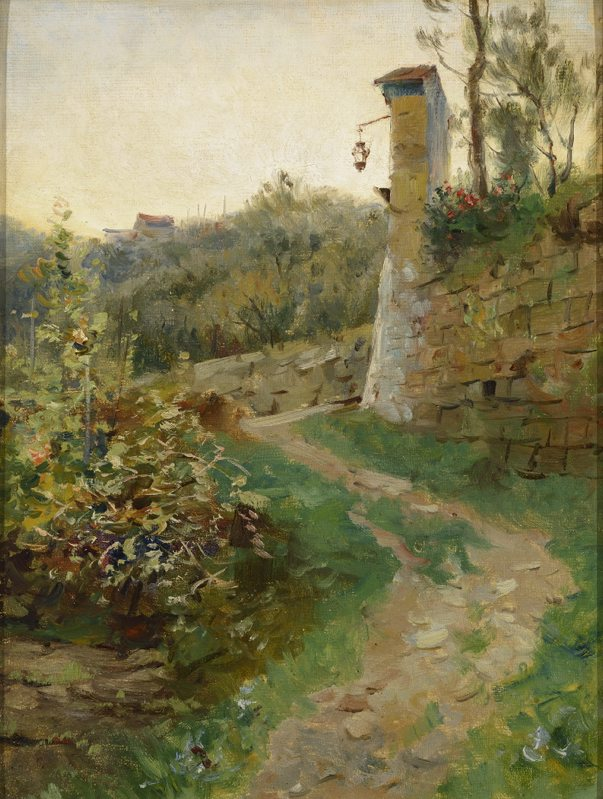
Сорренто
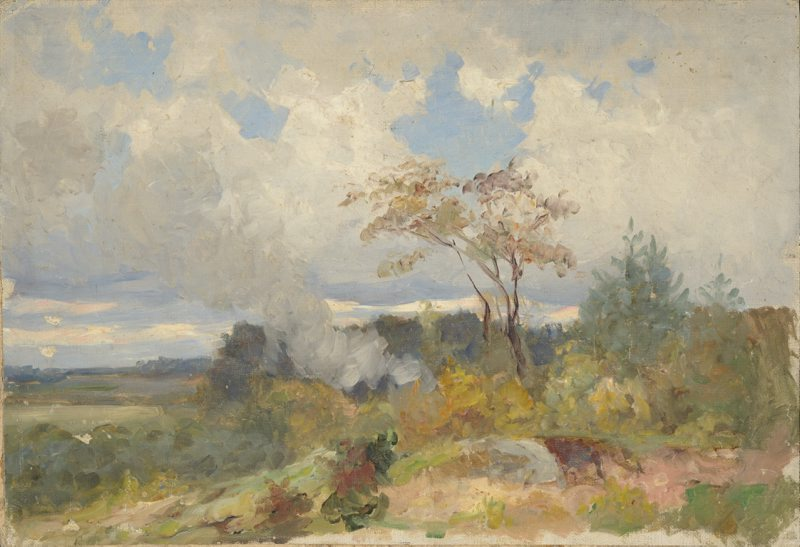
Осенний пейзаж с костром
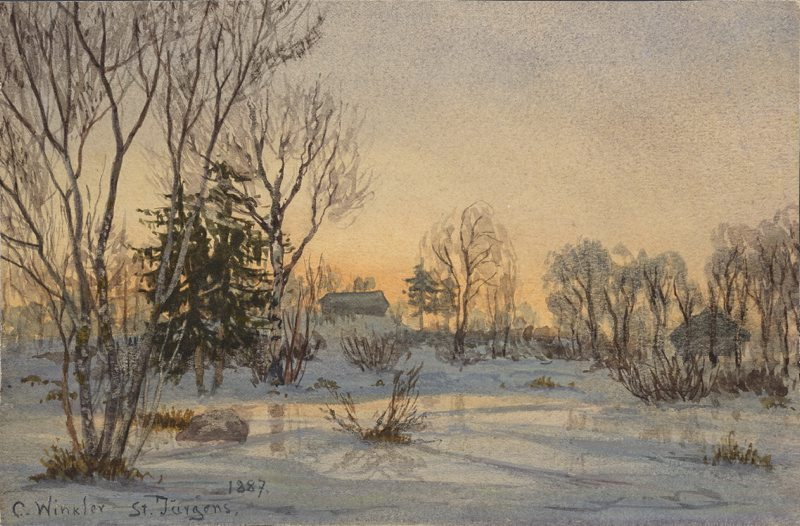
Зимний вечер
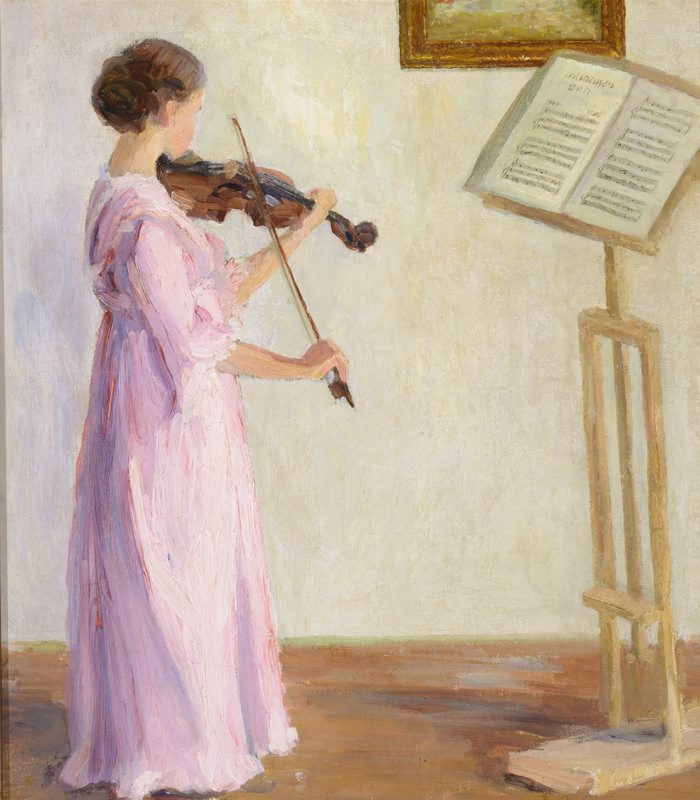
Девушка со скрипкой
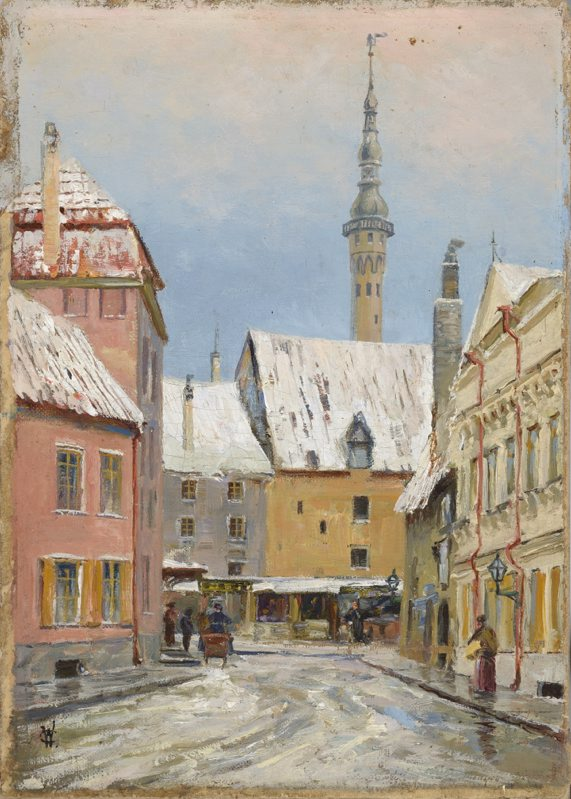
В центре Таллина
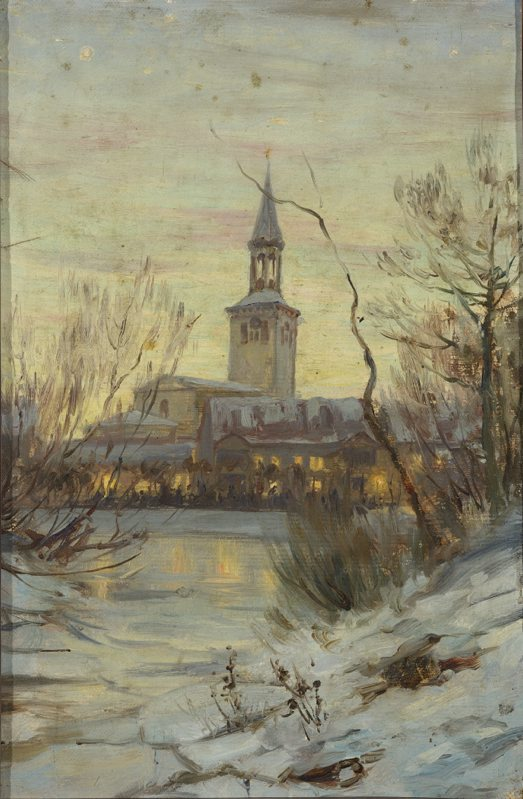
Зимний пейзаж с кирхой